# Sé que te vas
«Sé que te vas» es una canción escrita e interpretada por el dúo estadounidense Ha*Ash. La pista tiene dos versiones, una en solitario y otra en colaboración con el grupo mexicano Matisse. El 26 de abril de 2016 se estrenó en su versión en solitario, como el sexto y último sencillo de su primer álbum en vivo titulado Primera fila: Hecho realidad. 
El tema fue escrito por Ashley Grace, Hanna Nicole y Pablo Preciado, el cual refleja el divorcio de los padres de las hermanas, convirtiéndose de acuerdo a sus palabras, en la canción que más trabajo les ha costado de componer. En el año 2017, el tema recibió el disco oro en territorio mexicano, entregado por AMPROFON.

## Antecedentes y composición
«Sé que te vas» es una canción compuesta por Hanna Nicole y Ashley Grace con la coautoría de Pablo Preciado integrante de Matisse. El sencillo, es uno de los temas que más trabajo les ha costado escribir al dúo, ya que refleja el divorcio de sus padres en 2005, quienes se separaron cuando estaban en la grabación de su segundo álbum con Ha*Ash; "Mundos opuestos". La canción «Sé que te vas» fue estrenada como el sexto y último sencillo de su primer álbum en vivo titulado Primera fila: Hecho realidad, el día 26 de abril de 2016 en su versión en solitario.
Sobre la composición del tema comentaron: "La canción es un tema que esquivamos por mucho tiempo, que fue el divorcio de mis papás, y en este disco nos atrevimos a tocar el tema”; explicó Ashley. Por su parte, Hanna declaró que la pista plasma el momento más difícil que les toco enfrentar, señalando: "Esta canción la escribimos durante el divorcio de nuestros papás. Fue una época muy dura para nosotras, pero es lindo ahora presentarlo en una canción y guardar así esa memoria. Fue una experiencia muy fuerte decidir compartirla de esta manera". En el propio video en vivo publicado del tema, indican al inicio: «De todos los corazones rotos que existen, esta canción va dedicada al corazón roto de mi mamá».

## Recepción
En México, alcanzó la posición veintiocho en México Español Airplay. En el mismo país, llegó al lugar dieciséis en el Monitor Latino. En el año 2017, el tema recibió el disco oro en territorio mexicano, entregado por AMPROFON.

## Vídeo musical
El vídeo de la primera versión de la canción en vivo junto al grupo Matisse fue estrenada el 6 de mayo de 2015. Bajo la dirección de Nahuel Lerena y Pato Byrne. En él se ve a las integrantes del dúo junto al trío mexicano interpretando la canción frente a un público del concierto Primera Fila. En la introducción de la canción Hanna los elogias, y agradece el apoyo que les han brindado desde que comenzaron a ella y su hermana Ashley, comentando: “Cuando empezamos a cantar, siempre buscamos que otro artista nos pudiese apoyar. Hubo muchos que no lo hicieron y hubo otros que no solo lo hicieron sino que nos siguen acompañando hasta el día de hoy. Esta vez nosotras queremos abrir un espacio en nuestro escenario para invitar a un grupo que con Ashley escuchamos su música y nos encanta, ellos son Matisse". En el año 2017 la versión en vivo de la canción, superó los 100 millones de reproducciones en YouTube, logrando el Vevo Certified.  A octubre de 2019 el vídeo cuenta con 210 millones de reproducciones en la plataforma.
El vídeo musical oficial se estrenó el 10 de junio de 2016. Se llevó a cabo bajo la dirección de George Noriega, Tim Mitchell, Toño Gtz y Gabriel River. En él se muestran recuerdos que Hanna y Ashley han tenido dura su gira 1F Hecho Realidad, e imágenes de una presentación en vivo del dúo. A octubre de 2019 el vídeo cuenta con 51 millones de reproducciones en YouTube.

## Presentaciones en vivo
El tema ha sido incluido en las giras 1F Hecho Realidad Tour y la Gira 100 años contigo. Ha sido cantada desde el año 2015 hasta el año 2019. La canción ha sido interpretada en 2 ocasiones en vivo por el dúo junto al grupo mexicano Matisse: 
- Palacio de los Deportes, México - 16 de noviembre de 2016 en la gira 1F Hecho Realidad.[30]
- UP Front, México - 15 de marzo de 2017 en un evento promocional de Sony Music.[31]

## Otras versiones en álbum

### Versiones de Ha*Ash
«Sé que te vas» fue interpretado inicialmente junto al grupo musical Matisse, donde uno de sus coautores (Pablo Preciado) es integrante, el tema fue grabado en vivo el día 7 de julio de 2014 en los Estudios Churubusco, en Ciudad de México. Fue lanzado junto al primer álbum en vivo de las hermanas Primera fila: Hecho realidad (2014).
| N.º | Título                              | Duración |  |
| 1.  | «Sé que te vas» (Ha*Ash ft Matisse) | 4:03     |  |

Para la edición especial del álbum Primera fila: Hecho realidad, se estrenó en el año 2016 esta misma canción, pero esta vez interpretada en acústico y en solitario, cuya versión sería el último sencillo oficial del disco.
| N.º | Título                             | Duración |  |
| 1.  | «Sé que te vas» (versión acústica) | 4:01     |  |

### Versión de Matisse
En el año 2015 el trío mexicano Matisse, por su parte,  grabó el tema en acústico para la edición especial de su álbum Sube.
| N.º | Título                             | Duración |  |
| 1.  | «Sé que te vas» (versión acústica) | 3:05     |  |

## Créditos y personal
Créditos adaptados de las notas del álbum.

### Grabación y gestión
- Grabado en Estudios Churubusco (Ciudad de México)
- Mezclado en Cutting Cane Studios
- Posproducción en The Shoe Box
- Publicado por Sony Music Entertainment México, S.A. De C.V. en 2014.
- Administrado por Sony / ATV Discos Music Publishing LLC / Westwood Publishing

### Personal
- Ashley Grace: voz
- Hanna Nicole: voz, mandolina
- Pablo De La Loza: teclados, coproducción, programador, arreglos, ingeniería adicional
- Tim Mitchell: guitarra, producción, programador, arreglos, ingeniería adicional
- George Noriega: producción, programador, arreglos, ingeniería adicional
- Uri Natenzon: bajo
- Ben Peeler: lap steel guitar
- Ezequiel Ghilardi: batería
- Román Torres: voz, guitarra
- Pablo Preciado: voz, guitarra
- Melissa Robles: voz
- Brad Blackwood: maestro de ingeniería
- Juan Pablo Fallucca: ingeniería de grabación
- Charles Dye: ingeniería de mezcla

## Posicionamiento en listas
Listas de posicionamiento incluyendo solo México.
| Listas (2016)                   | Mejor posición |
| ------------------------------- | -------------- |
| México (México Español Airplay) | 28             |
| México (Monitor Latino)         | 16             |

## Certificaciones
| País (organismo certificador) | Certificación | Unidades certificadas |
| ----------------------------- | ------------- | --------------------- |
| México (AMPROFON)             | Oro           | 30 000                |

## Premios y nominaciones
| Año  | Trabajo nominado     | Categoría             | Resultado | Ref    |
| ---- | -------------------- | --------------------- | --------- | ------ |
| 2016 | Premios Quiero       | Vídeo para enamorarse | Ganadoras | [ 34 ] |
| 2017 | Vevo Certified Award | Vevo Certified        | Ganadoras | [ 23 ] |